# Graveley (Cambridgeshire)
Graveley è un villaggio e parrocchia civile dell'Inghilterra, appartenente alla contea del Cambridgeshire.